# Foreztival
Le Foreztival est un festival de musiques actuelles qui a lieu à Trelins dans la Loire depuis 2005. Il est organisé par l'association FZL. Le nom est un mot-valise formé à partir de Forez et festival.

## Présentation

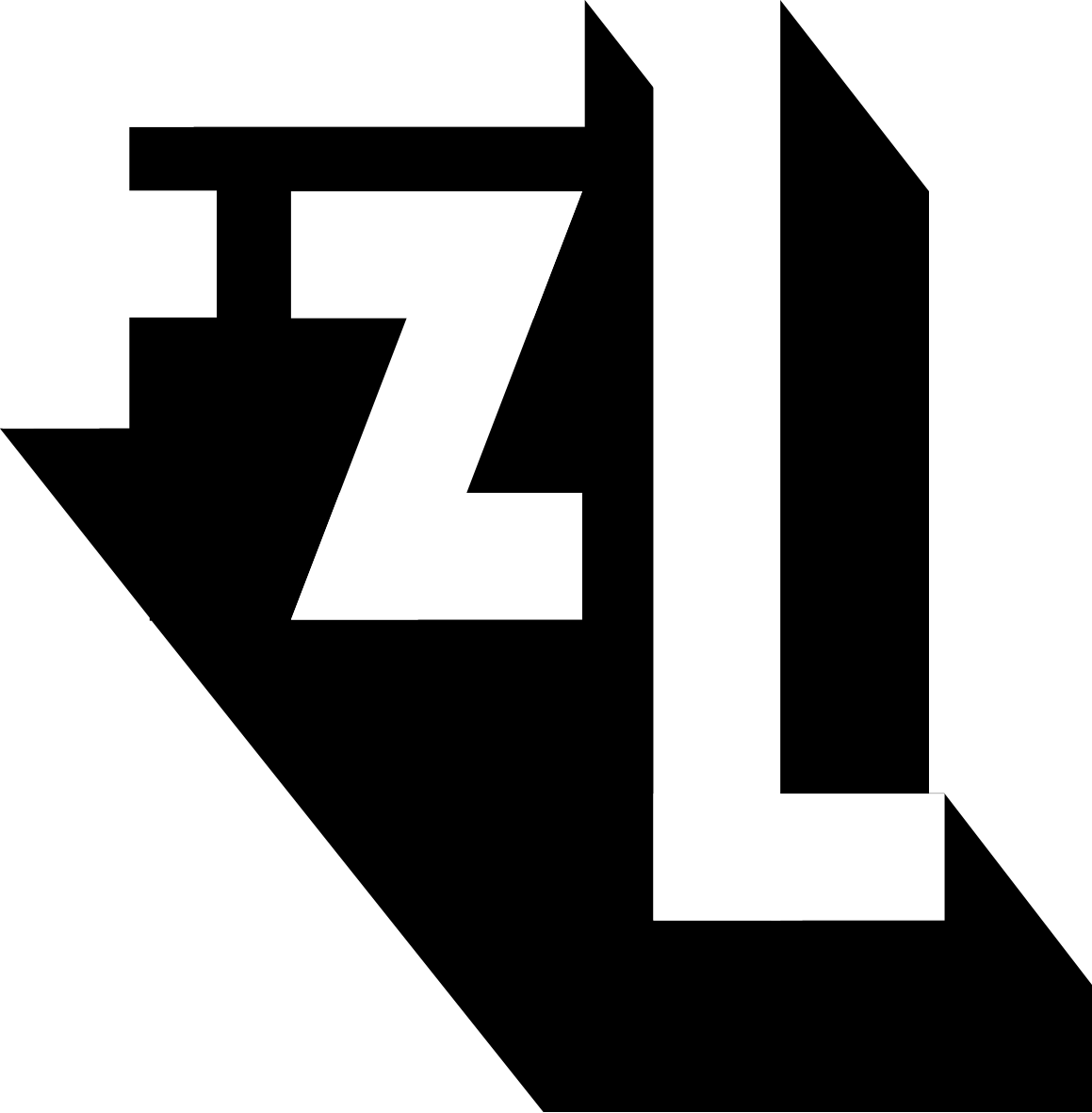
Logo de l'association FZL.

Le festival  a été initié en 2004 par le Club des jeunes de Trelins-Marcoux soutenu par une association d'éducation populaire (l'APIJ à Boën-sur-Lignon).
La commune de Trelins, accueille depuis 2005 le festival sur un site et dans les rues lors des événements gratuits. L'association travaille avec de nombreux prestataires locaux.
Depuis 2004 à nos jours, le festival est indépendant et autofinancé à 95%, et est le plus gros rassemblement musical de la Loire, avec 7 salariés, 50 organisateurs bénévoles à l'année et plus de 600 bénévoles pendant le week-end du festival.
Les spectateurs sont surnommés les « Foreztivaliers », mot-valise Forez - festivaliers.
En 2005, se tient sur deux jours, la première édition du Foreztival rassemblant 3 500 personnes. En 2018, Laure Pardon devient la directrice du festival.
L'édition de 2019 accueille sur 3 jours, 37 artistes de 12 nationalités différentes, sur 3 scènes et rassemblant 35 000 festivaliers.
En 2020 ainsi qu'en 2021, le festival n'a pu avoir lieu en raison de la crise sanitaire COVID,. L'association organise un autre projet pour l'été 2021, intitulé Le Tour du Forez en 87 jours. L'objectif est de créer 87 évènements culturels dans les 87 communes de l'agglomération Loire Forez.
En 2023, Hamza Shaka Ponk, Vitalic, Gazo et Bernard Lavilliers s'y sont produits.

## Éditions
Dans le cadre de la pandémie de Covid-19 en France, les éditions de 2020 et 2021 ont été annulées,.
En 2023 a eu lieu le 17ème Foreztival avec une affluence de près de 40 000 personnes, un record.
Durant la session de 2024 sont programmés entre autres Pomme, Fonky Family et  PLK.